# Alois Winkler
Alois Winkler (7. června 1838 Waidring – 11. června 1925 Salcburk) byl rakouský římskokatolický duchovní a politik německé národnosti ze Salcburska, na konci 19. století poslanec Říšské rady; dlouholetý poslanec Salcburského zemského sněmu a opakovaně zemský hejtman Salcburska.

## Biografie
Vystudoval národní školu a v roce 1860 složil maturitu na církevním gymnáziu Kollegium Borromaeum Salzburg. Roku 1863 byl vysvěcen na kněze. Od roku 1864 do roku 1866 působil jako koadjutor v tyrolském Erlu. Od roku 1866 působil v Söllu, od roku 1867 v Brixleggu a v letech 1868–1870 v Mittersillu. V období let 1870–1890 zastával post beneficiáta v Radstadtu. V letech 1890–1894 vykonával funkci děkana a faráře v Altenmarkt im Pongau. Roku 1894 byl jmenován kanovníkem, roku 1908 ustanoven do funkce správce chrámu (Domkustos) a roku 1921 děkana. Byl veřejně a politicky aktivní. V letech 1887–1897 vydával list Salzburger Chronik. Města Radstadt a Salcburk mu udělila čestné občanství.
Dlouhodobě zasedal jako poslanec Salcburského zemského sněmu. Poprvé sem byl zvolen roku 1878 a pak opětovně roku 1884, 1890, 1897, 1902 a 1909. Zastupoval nejprve konzervativce, pak Katolickou lidovou stranu a od roku 1909 Křesťansko-sociální stranu. Do roku 1899 byl poslancem za kurii městskou, obvod Radstadt, pak kurii venkovských obcí, obvod Pongau. Již v roce 1878 se stal náhradníkem zemského výboru, roku 1884 jeho řádným členem. Od roku 1890 byl náměstkem zemského hejtmana a jeho kariéra vyvrcholila 17. ledna 1897, kdy se stal zemským hejtmanem Salcburska, tedy předsedou sněmu a nejvyšším představitelem zemské samosprávy. Funkci zastával do 12. prosince 1902. Pak byl znovu členem zemského výboru. Opětovně do funkce zemského hejtmana nastoupil 21. července 1909 a setrval na ni až do 3. listopadu 1918.
Byl poslancem Říšské rady (celostátního parlamentu Předlitavska), kam usedl v doplňovacích volbách roku 1896 za kurii venkovských obcí v Salcbursku, obvod Salcburk, Golling atd. Nastoupil 20. listopadu 1896 místo Georga Lienbachera. V roce 1896 se na Říšské radě připojil ke klubu Katolické lidové strany.
Po zániku monarchie byl od listopadu 1918 členem provizorního zemského sněmu za křesťanské sociály. Zároveň vykonával funkci prezidenta tohoto prozatímního sněmu a od 29. listopadu 1918 do 23. dubna 1919 byl znovu zemským hejtmanem.